# Damián Yáñez Neira
Damián Yáñez Neira (Morales del Rey, Zamora, 12 de diciembre de 1916-San Cristóbal de Cea, Orense, 27 de mayo de 2015) fue un monje español cisterciense. Vivió en varios monasterios de la orden, especialmente en el de Osera, en Orense.

## Biografía
Su nombre de pila fue Alejandro. Nació en Morales del Rey, Zamora, el 12 de diciembre de 1916. A los 17 años ingresó en el monasterio de San Isidro de Dueñas, en Palencia, pasando posteriormente al de San Pedro de Cardeña, Burgos, y de allí, nuevamente a San Isidro para dirigirse luego al monasterio de Osera (Orense), en el que pasó la mayor parte de su vida monástica. Allí falleció el 27 de mayo de 2015 a la edad de 98 años.
Fue el mayor impulsor de los estudios cistercienses en España y escribió gran cantidad de trabajos en libros, revistas y trabajos en colaboración. Durante su estancia en el monasterio de San Isidro de Dueñas, fue compañero de san Rafael Arnaiz Barón.
Asimismo, impulsó cuatro congresos en torno a la espiritualidad y la historia cistercienses, como los congresos de Historia cisterciense de España y Portugal, tres con sede en Orense y otro con sede en la localidad portuguesa de Braga, en Portugal, y clausurados todos ellos en el monasterio de Oseira.

## Obra
Artículos:
- El monasterio de Sandoval
- La cultura en los monasterios leoneses del Cister
- Una monja leonesa procesada en Valladolid
- El monasterio de Santa María de Oya y sus abades
- En el monasterio de Piedra se forjó la Congregación de Castilla
- El monasterio de Santa María de Matallana y sus abades (1174-1974)
- Homenaje póstumo a D. Luís Almarcha Hernández
- Asturianos ilustres en la Orden del Cister
- Los Cistercienses en León
- El monasterio de Armenteira y sus abades
- La princesa Doña Sancha, hija primogénita de Alfonso IX
- Abadologio del monasterio leonés de Santa María de Nogales
- El monasterio de Santa María de Nogales: monjes ilustres
- El monasterio de Villabuena, fundación de una santa reina
- Fray Ignacio de Collantes
- Abadologio del Monasterio de Santa María de Ovila
- El monasterio Cisterciense de Santa María de la Vega
- Nuevos datos sobre fray Cipriano de la Huerga
- Capítulo General de la Congregación de Castilla en Oseira
- El monasterio cisterciense berciano de San Miguel de las Dueñas
- El archivo actual del monasterio de Oseira (II)
- En Benavente se consumó la unidad de Castilla y León
- Zamoranos Ilustres: Don Rafael Palmero Ramos
- El monasterio de Santa María la Real de Gradefes
- El monasterio de Osera cumplió ochocientos cincuenta años
- La huella artística de San Bernardo en el monasterio de Oseira
- Alfonso VIII de Castilla: historia y leyenda
- El archivo actual del monasterio de Oseira (II)
- Nuevas restauraciones en la abadía de Oseira
- El archivo actual del monasterio de Oseira (III)
- Leoneses ilustres en la orden del Cister (I)
- Un gran maestro de obras en Oseira: padre Juan María Vazquez Rey
- Leoneses ilustres en la orden del Cister, (II)
- Los monasterios de Santa Colomba y El Salvador de Benavente
- El promotor de la restauración de Oseira
- VIII centenario de los mártires de Alcobaça, 1195 - 1995
- IV Centenario del pastelero de Madrigal (1595-1995)
- Doña Ana de Austria, abadesa de las Huelgas de Burgos
- Oseira: reforma del claustro de medallones
- Un ferrolano ilustre desconocido
- La "Peregrinatio Hispanica" en la Diócesis de Astorga
- Monasterio de Santa Ana de Madrid 1596-1996
- Monjes pontevedreses ilustres en el Cister
- El plano tradicional de una abadía cisterciense
- El archivo actual del monasterio de Oseira (IV)
- La nueva fuente de Oseira
- Santa Eduvigis, duquesa de Polonia y monja cisterciense: una santa dos veces canonizada
- Recordando al P. Teófilo Sandoval, maestro espiritual
- Museo lapidario en el monasterio de Oseira
- Semblanzas de monjes cistercienses orensanos
- Centenario de la duquesa de Maqueda
- Monjes restauradores del monasterio de Oseira
- Fray Roberto Muñiz, hijo ilustre de Avilés (1803-2003)
- La sierva de Dios Teresa Enríquez y Alvarado: Honra y prez de la Nobleza española
- Don Agustín González Pisador: un obispo de Oviedo en Benavente
- La Condesa Doña Mencía de Lara
- La Sierva de Dios Isabel de España: preparando un centenario (I)
- La sierva de Dios Isabel de España: preparando un centenario (II)
- La sierva de Dios Isabel de España: preparando un centenario (III)
- La sierva de Dios Isabel de España: preparando un centenario (IV)
- La sierva de Dios Isabel de España: preparando un centenario (V)
- Recuperación de obras de arte en Oseira (1999-2001)
- Don Leopoldo Barón Torres, Duque de Maqueda, en sus relaciones con un santo
- Centenario de Doña Nicolasa Helguero y Alvarado: 1805-2005
- Últimas restauraciones en Oseira
- Algunas biografías cistercienses de Galicia
- El Monasterio de Santa María la Real de Gradefes y sus abadesas
- Carlos Martínez Suárez (1916-1963)
- Monjes cistercienses coruñeses o relacionados con la provincia

En colaboración:
- Diccionario Bibliográfico Español
- El tumbo de la Mayordomía de Cedeira
- Cipriano de la Huerga y la Congregación cisterciense de Castilla
- Los estudios de la congregación de Castilla en el siglo XVI
- Santa María de Osera
- Sistema correccional en los monasterios cistercienses de la Península Ibérica: (Ss. XII-XIII)
- La introducción del cister en España y Portugal.
- Santa Beatriz de Silva y la orden Cisterciense
- La orden concepcionista.
- Monasticon de los Monasterios Cistercienses Gallegos

Libros:
- Historia del monasterio de San Isidro de Dueñas
- San Juan María Vianney: el cura que no sabía teología, pero la vivía intensamente
- San Bernardo de Claraval y San Alberto Magno hablan de María
- Las mártires de "Fons Salutis": madres Micaela Baldoví y Trull y Natividad Medes Ferrís
- San Bernardo de Claraval
- Morales del Rey: historia y vida
- Hno. Rafael, semblanzas y anécdotas
- En silencio y a pie
- Monasticón Gallego
- Las peregrinaciones jacobeas en los monasterios cistercienses
- Una recadera en el cielo
- Las alabanzas de María: y otros escritos escogidos
- Mes de mayo con el hermano Rafael
- El hermano Rafael:recuerdos íntimos
- Mi vivir es Cristo: vivencias que el hermano Rafael tuvo de Cristo
- Cistercienses Españoles Ilustres (Revista Cisterium Nºs 262 Abarca de Bolea-Furlong Junio 2014, 263 Gabas-Muñiz Rodríguez, Diciembre 2014, 264 Oloriz I Nadal-Zereceda, Junio 2015)